# 張忠仁 (1976年)
張忠仁（1976年12月23日—2019年2月1日）跟雙胞胎弟弟張忠義出生於臺灣高雄市，由於是連體嬰，親生家人不堪接受，所以被棄養至臺中市中山醫學院附設醫院。長大後，張忠仁在臺北市政府環境保護局工作。同事對其評價為「盡忠職守」。2019年1月31日，張忠仁工作中腦溢血突發，被送往臺大醫院。然而其搶救無效，最終於隔日（2019年2月1日）逝世，享年43歲。其追思會於2019年2月19日於台北市第一殯儀館舉行。

## 外部連結
- 張忠仁的Facebook專頁